# Bruno Bianchi (reżyser)
Bruno Bianchi (ur. 6 września 1955 w Chartres, zm. 2 grudnia 2011) – francuski producent filmowy, reżyser i scenarzysta związany z DIC Entertainment. Wielokrotnie współpracował z Jean Chalopin.

## Seriale
- Jayce i gwiezdni wojownicy
- Tęczowa kraina
- Łebski Harry
- Inspektor Gadżet
- Gadżet i Gadżetinis
- Przygody Pytalskich
- W 80 marzeń dookoła świata
- Diplodo
- Ach, ten Andy!
- Rodzina Tofu
- Wunschpunsch